# Lista de presidentes da Eslováquia

Estandarte presidencial da Eslováquia.

Esta é uma lista de presidentes da Eslováquia.

## Eslováquia (1939-1945)
A República Eslovaca foi um estado fantoche da Alemanha nazista, criado em 14 de março de 1939 e sendo extinto em 8 de maio de 1945. Seu território era aproximadamente o da atual Eslováquia, com exceção da porção sul. Seu único chefe de estado foi Jozef Tiso.
- Jozef Tiso (em exercício) (14 de Março de 1939 - 26 de Outubro de 1939)
- Jozef Tiso (26 de Outubro de 1939 - 4 de Abril de 1945)

## Eslováquia desde1993
O Presidente da Eslováquia é o chefe de estado da Eslováquia. O seu cargo é largamente cerimonial. Quando a Eslováquia se separou da Checoslováquia em 1993, o primeiro-ministro atuou como presidente em exercício. Então, o presidente foi eleito pelo parlamento para um mandato de 5 anos. No entanto, quando em 1998 o parlamento foi incapaz de eleger um presidente, o primeiro-ministro e o presidente do parlamento tornaram-se presidentes em exercício. Quando, após um ano, o parlamento se mantinha incapaz de eleger um presidente, a constituição foi alterada por forma a permitir que o presidente fosse eleito por voto universal para mandatos de 5 anos. Realizaram-se eleições presidenciais em 1999 e em 2004. Para ser eleito presidente, um candidato tem de obter 50% do voto popular. Se isso não acontecer na primeira volta, realiza-se uma segunda volta entre os candidatos mais votados.
- Vladimír Mečiar (em exercício) (1 de janeiro - 2 de março de 1993)
- Michal Kováč (2 de março de 1993 - 2 de março de 1998)
- Vladimír Mečiar e desde 14 de Julho também Ivan Gašparovič (ambos em exercício) (2 de março de 1998 - 30 de outubro de 1998)
- Mikuláš Dzurinda e Jozef Migaš (ambos em exercício) (30 de outubro de 1998 - 15 de julho de 1999)
- Rudolf Schuster (15 de junho de 1999 - 15 de junho de 2004)
- Ivan Gašparovič (15 de junho de 2004 - 15 de junho de 2014)
- Andrej Kiska (15 de junho de 2014 - 15 de junho de 2019)[1]
- Zuzana Čaputová (15 de junho de 2019 - 15 de junho de 2024)[1]
- Peter Pellegrini (15 de junho de 2024 - presente)[2]